# Historische Kommission für Thüringen
Die Historische Kommission für Thüringen (HKTh) ist ein eingetragener Verein von Wissenschaftlern, die sich mit der Landesgeschichte von Thüringen befassen. Ihr Sitz ist in Erfurt, wo sie 1991 als Gelehrtengesellschaft im Augustinerkloster gegründet wurde. Die Geschäftsstelle befindet sich am Historischen Institut der Friedrich-Schiller-Universität Jena. Die Arbeit wird vom Land Thüringen unterstützt.
Sie veranstalten die Tage der Thüringer Landesgeschichte. Sie geben eine Reihe Veröffentlichungen der Historischen Kommission für Thüringen (Große und kleine Reihe), Quellen und Forschungen zu Thüringen im Zeitalter der Reformation, Beiträge zur Reformationsgeschichte in Thüringen und mit dem Verein für Thüringische Geschichte die Zeitschrift für Thüringische Geschichte heraus. Ihre Veröffentlichungen erschienen im Gustav Fischer Verlag und ab 2003 auch im Böhlau Verlag.
Die Kommission vergibt seit 2009 jährlich den Friedrich-Christian-Lesser-Preis für Vereine, die sich um die Geschichte Thüringens verdient gemacht haben.

## Mitglieder (Auswahl)
Es gibt (gewählte) wissenschaftliche Mitglieder (zum Beispiel von den Landesuniversitäten in Jena und Erfurt und aus den staatlichen Archiven), fördernde Mitglieder (in Form von Institutionen) und Ehrenmitglieder.
- Ursula Braasch-Schwersmann
- Enno Bünz (Professor für Landesgeschichte in Leipzig)
- Hans-Werner Hahn
- Karl Heinemeyer (Prof. em. für Mittelalterliche Geschichte und die Landesgeschichte an der Universität Erfurt)[2]
- Volkhard Knigge
- Volker Leppin
- Helmut-Eberhard Paulus
- Karl Peschel
- Georg Schmidt
- Sabine Schmolinsky
- Uwe Schirmer (Professor für Landesgeschichte in Jena)
- Axel Stelzner,
- Helmut G. Walther
- Matthias Werner (Professor em. für Landesgeschichte und Mittelalterliche Geschichte in Jena)
- Siegrid Westphal